# ブルメントリット駅 (フィリピン国鉄)
ブルメントリット駅（ブルメントリットえき、英語: Blumentritt railway station）はフィリピン国鉄南方本線の駅。地上駅となっている。
旧アンティポロ通りとサンタクルスのリサール通りの交差点の横に位置している。この駅はこの交差点に交わるブルメントリット通りから名づけられており、この通りの名前はホセ・リサールの友人でフィリピン人運動に共感を示したリトムニェジツェのフェルディナンド・ブルメントリットに因んで名づけられたものである。
この駅は南方線の2つ目の駅であり、サンパロック区で運営される4つの駅の最初の駅となっている。

## 沿革
ブルメントリット駅はサン・ラザーロ駅としてリサール州アンティポロやモンテルバンに向かうアンティポロおよびモンテルバン線の駅として1905年12月22日に開業した。
ブルメントリット駅はもともとのプラットホームが残り、そのホームで運営が続けられている4つの駅のひとつである。しかし、新ホームと旧ホームの直接接続があるエスパーニャ駅等とは違い、新型気動車に対応するように設計された新ホームと旧ホームの間の直接のつながりがないのが特徴的である。旧プラットホームは都市通勤機関車や都市間列車などに対応して利用されている。

## 近隣施設
近隣にはブルメントリットマーケット、SMシティサンレザロ (旧サンレザロ競馬場)、中国総合病院医療センター、マニラ華僑義山、マニラ北墓地、マニュエル・L・ケソン高校などが近隣に存在する。さらに範囲を広げるとマニラ北墓地、ラロマ墓地、ローデス学院ケソン校、サンタテレサ大学ケソン校などがある。

## 交通接続
リサール通りを通るジープニーとアクセスがあり、駅のすぐ近郊への交通には自転車タクシーが利用可能である。
マニラLRT-1線のブルメントリット駅が駅の上に高架として跨っている。

## 駅構造
| 1階 ホーム | 側面ホーム、右開き | 側面ホーム、右開き                                                 |
| 1階 ホーム | ホーム A           | 首都通勤線 トゥトゥバン あるいはガバナーパスカル行き (←)           |
| 1階 ホーム | ホーム B           | 首都通勤線 カランバ行き (→)                                        |
| 1階 ホーム | 側面ホーム、右開き |                                                                    |
| 1階        | コンコース         | 券売所、駅務室、売店、LRT-1 ブルメントリット駅、聖ロクスマニラ教会 |